# Guillaume Ier de Normandie
Pour les articles homonymes, voir Guillaume Ier, Guillaume de Normandie et Guillaume de Longue-Épée.
Guillaume Ier de Normandie, dit Guillaume Longue-Épée, est le fils de Rollon et de Poppa de Bayeux. Chef (jarl) des Normands de la Seine et comte de Rouen, il est considéré comme le deuxième duc de Normandie, même si le titre de duc (dux) n'est entré dans l'usage courant qu'au XIe siècle.

## Le successeur de Rollon
Un poème, La Complainte de Guillaume Longue Épée écrit peu après la mort de Guillaume Longue-Épée révèle qu'il est né outre-mer, d'une mère chrétienne et d'un père encore païen. Ce dernier, Rollon, n'était pas à ce moment le jarl de la future Normandie. C'était encore un chef viking qui parcourait les mers à la recherche de quelque terre à piller.
Une fois Rollon sédentarisé en Neustrie par le roi Charles le Simple à la suite du traité de Saint-Clair-sur-Epte, Guillaume devient l'héritier naturel de ce territoire. Dudon de Saint-Quentin explique que vers 927 Rollon n'était plus en état de gouverner. Une assemblée de Normands et de Bretons élit Guillaume à leur tête. À peine élu, il se recommande au roi Charles le Simple.
Il est assez difficile de brosser un portrait du nouveau jarl des Normands de la Seine. En effet, le récit de Dudon de Saint-Quentin, notre principal informateur, tend parfois à l'hagiographie. Néanmoins, il est indiscutable que Guillaume fut un vrai chrétien à la différence de son père. Après 935, il épousa par mariage chrétien Liégarde, fille d'Herbert II, comte de Vermandois. Le jarl fit différentes donations aux chanoines du Mont-Saint-Michel et restaura l'abbaye de Jumièges dans laquelle il songea à se retirer. Il obtient de sa sœur Adèle qu'elle lui envoie douze moines de l'abbaye Saint-Cyprien de Poitiers.
Le principat de Guillaume correspond à une consolidation de la jeune Normandie. Dudon présente le jarl comme un restaurateur de la paix et de l'ordre. Beaucoup plus récemment, Lucien Musset le décrit comme le « principal artisan de la réussite normande. C'est à lui qu'on doit attribuer le succès définitif de la greffe scandinave sur le tronc romano-franc, qui permit à l'État fondé en 911 de traverser victorieusement la crise générale que connut dans les années 940 le monde scandinave d'Occident ».

## Guillaume et les Bretons
Vers 931, une partie de la Bretagne, occupée par les vikings de la Loire, traversait une période délicate d'instabilité. Les Bretons se révoltèrent contre les occupants. Guillaume Longue-Épée (appuyé par les Normands de la Loire ?) envahit la Bretagne. Les chefs bretons Alain « Barbe-Torte » et Juhel Bérenger de Rennes furent battus. Le premier fuit outre-Manche ; l'autre se réconcilia avec le Normand.
Mais quelles sont les conséquences de la victoire de Guillaume ? Dudon de Saint-Quentin répète à l'envi que Guillaume Longue Épée était « duc des Normands et des Bretons ». D'ailleurs, on a retrouvé au Mont-Saint-Michel une pièce qui le désigne comme duc des Bretons. Ces derniers apparaissent à plusieurs reprises dans l'entourage du jarl. Comme si la Bretagne faisait désormais partie des terres sous la domination de Guillaume. Plutôt qu'une conquête, Musset suggère un protectorat de la Normandie sur la Bretagne.
En 933, Guillaume rendit hommage au roi Raoul pour « la terre des Bretons située sur le rivage de la mer ». Il ne s'agit pas de la Bretagne car le souverain n'avait plus aucun droit sur ce territoire. Les historiens traduisent habituellement cette concession par le Cotentin et l'Avranchin, régions cédées aux Bretons par Charles II le Chauve soixante-six ans plus tôt (traité de Compiègne). En 933, la Normandie avait ainsi quasiment atteint son extension définitive.
Toutefois, Karl-Ferdinand Werner prévient que nous n'avons aucune preuve que le deuxième jarl de Rouen maîtrisait effectivement ces confins occidentaux. La concession du roi Raoul — formelle car il ne contrôlait pas lui-même cette partie de la Normandie — invitait surtout Guillaume à soumettre la colonie viking du Cotentin et ainsi à les intégrer à son royaume par l'intermédiaire de l'hommage du jarl.

## La révolte de Rioulf
Vers 934, Guillaume dut faire face à une révolte de Normands commandés par Rioulf (Herjólfr), comte du Cotentin et de l'Évrecin. L'origine géographique de la rébellion reste incertaine. Guillaume de Jumièges parle de « l'intérieur de la Normandie ». Le chroniqueur du XIIe siècle Orderic Vital écrit que Rioulf venait de l'Évrecin alors que Lucien Musset pense que les Normands révoltés partaient de l'Ouest. Étaient reprochées au jarl son origine franque (par sa mère) et sa politique trop favorable aux Francs.
Rioulf conduisit les révoltés jusque sous les murs de Rouen, dans une vallée voisine du Mont Riboudet où il dressa son camp avec des forces supérieures. Guillaume, qui était sorti de la ville avec ses partisans, Anslech (Hancelot), Bernard le Danois et Bothon, comte du Bessin, s'était installé sur une colline dite le Mont-aux-Malades. Guillaume, avec l'appui d'une cavalerie portant armure à la française, attaqua sans attendre l'armée du Cotentin et écrasa ses adversaires.
L'épisode n'a pas manqué d'être interprété par les historiens. Ils y voient la révolte de Vikings établis dans l'Ouest ou au milieu de la Normandie et peu soumis à l'autorité des jarls de Rouen. Bref, cet événement conforterait la thèse d'une Normandie imparfaitement contrôlée par le descendant de Rollon. Rioulf serait l'exemple d'un de ces chefs de bande vikings indépendants du pouvoir de Rouen.

## Le guet-apens de Picquigny

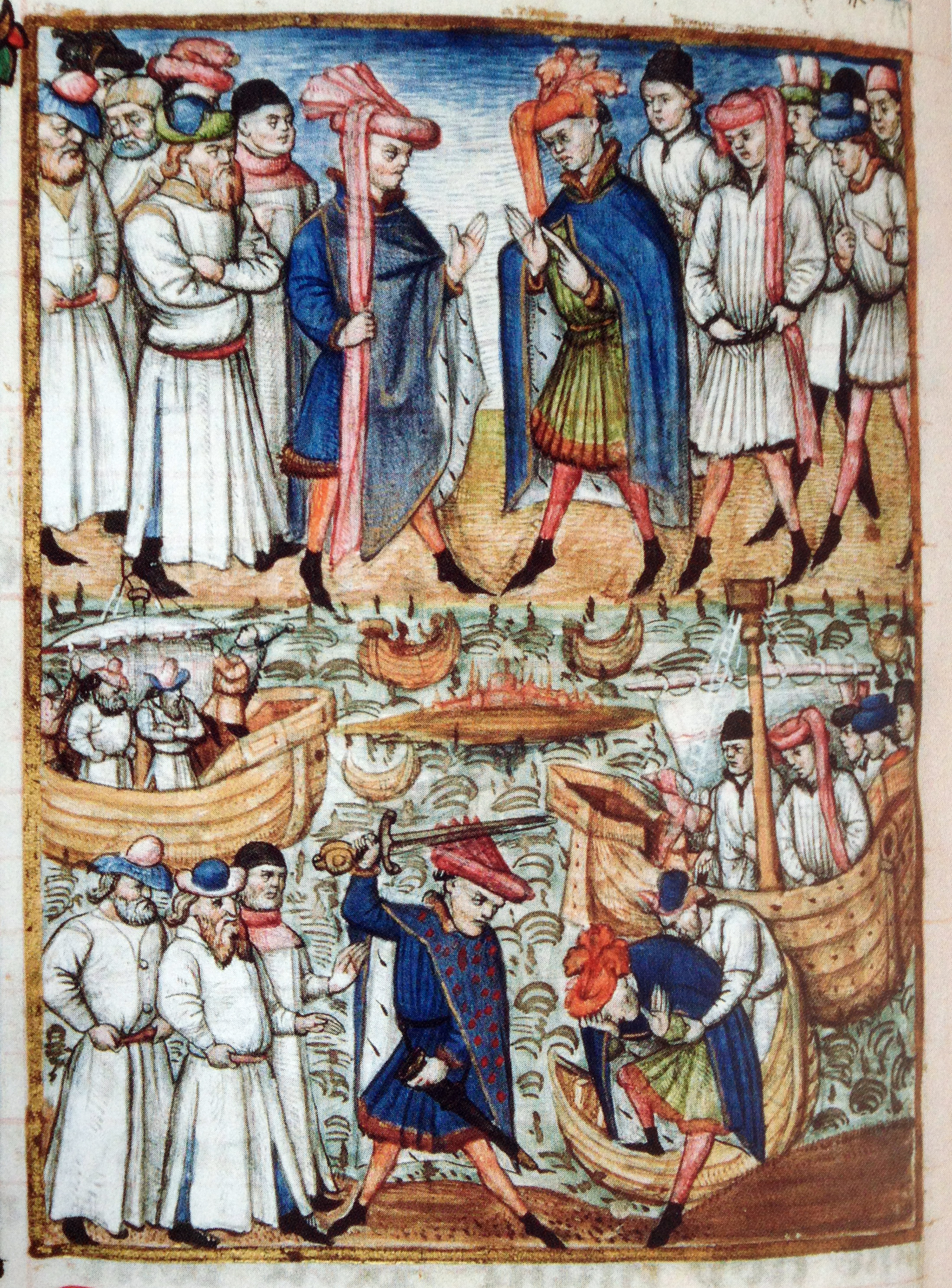
Miniature du XVe siècle représentant la rencontre d'Arnoul de Flandres et Guillaume Longue-Épée sur l'ile de Picquigny en 942 et l'assassinat de ce dernier.

Avec Arnoul de Flandre, Herbert II de Vermandois et Hugues le Grand, Guillaume faisait partie du petit groupe de princes qui jouaient un rôle prépondérant dans le nord du royaume. Tantôt alliés, tantôt ennemis, ils soutinrent le roi ou s'opposèrent à lui.
En 935, le jarl épousa par mariage chrétien Liutgarde de Vermandois, fille d'Herbert II, comte de Vermandois. En 936, selon Dudon de Saint-Quentin, le soutien normand se révéla décisif pour rétablir sur le trône de Francie le prétendant carolingien Louis IV d'Outremer.
Par contre, en 940, Guillaume prit le parti du duc des Francs Hugues le Grand et de Herbert II de Vermandois contre le roi et Arnoul de Flandre. Il les assista aux sièges de Reims et de Laon, jusqu'à l'obtention d'un accord avec Louis d'Outremer.

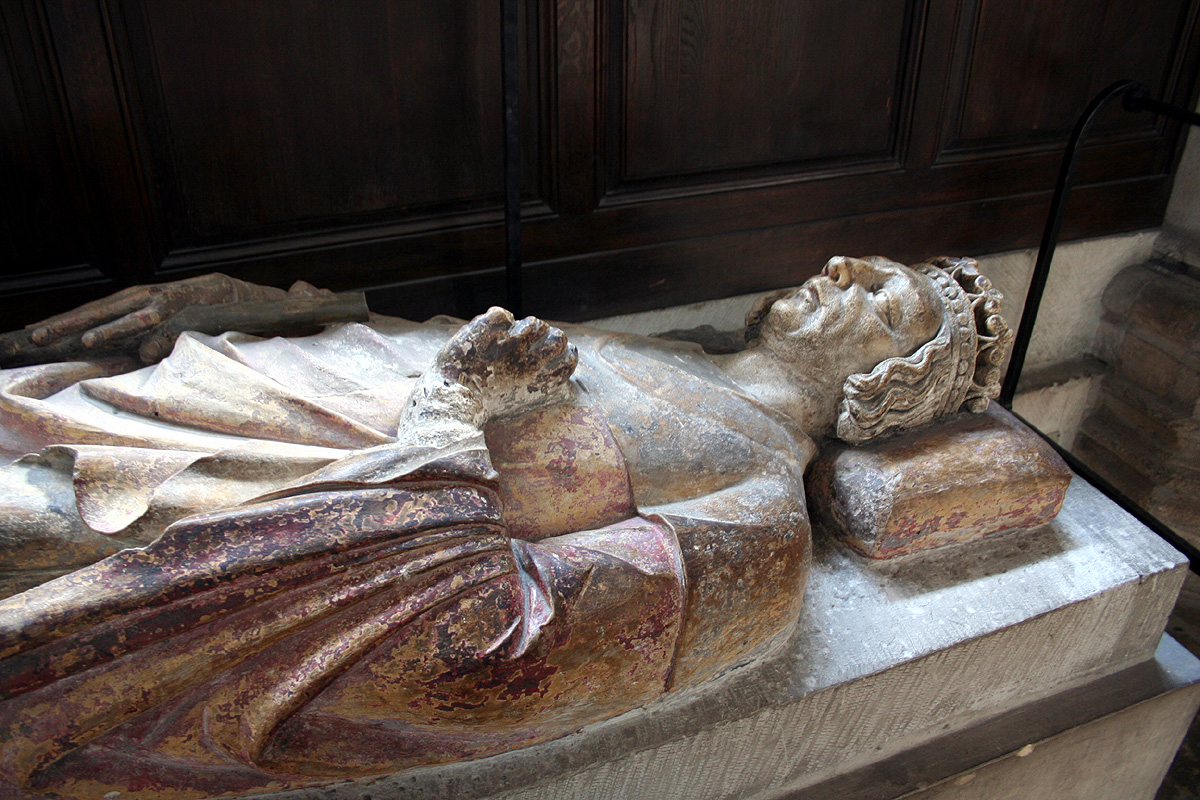
Le gisant de Guillaume Longue Épée, dans le déambulatoire de la cathédrale Notre-Dame de Rouen.

L'état des relations entre la Normandie et la Flandre était changeant. En 925, alors que Rollon était encore le jarl des Normands, Arnoul Ier avait pris la forteresse d'Eu. Mais en 939, Guillaume et lui prêtèrent serment ensemble au roi Otton de Germanie contre le roi des Francs. En 938/939, Herluin, comte de Montreuil, ayant perdu sa ville de Montreuil, prise par Arnoul Ier, comte de Flandre (et d'Artois), en appela à Guillaume Longue-Épée. Les Normands finirent par intervenir. Selon Richer de Reims et Dudon de Saint-Quentin, le jarl de Rouen y combattit personnellement. Montreuil fut reprise en 939. Ayant récupéré son bien, Herluin rendit hommage de fidélité à Guillaume pour le Ponthieu. Les Normands contrôlèrent ainsi la Picardie maritime et contrarièrent de cette façon l'expansion de la principauté flamande vers le sud.
L'affaire de Montreuil explique peut-être la fin tragique de Guillaume « Longue-Épée » le 17 décembre 942. Ce dernier est invité par Arnoul de Flandre à une entrevue, manigancée par les principaux princes francs, hostiles à la montée en puissance de la Normandie, au prétexte d'un accord, dans un lieu nommé Picquigny. À peine la paix signée par les deux princes, sur une île de la Somme, il est traîtreusement assassiné, vraisemblablement par Baudoin, fils du comte de Cambrai, sur ordre d'Arnoul Ier.
Ses fidèles récupérèrent son corps. On retrouva sur lui une clef, clef ouvrant un coffre renfermant une bure de moine. Son tombeau se trouve en la cathédrale de Rouen.

## Famille et descendance
Parents
- Rollon, premier jarl des Normands de Rouen ;
- Poppa, fille de Bérenger II de Neustrie ou de Guy de Senlis.

Femmes
- Liégarde, fille d'Herbert II, comte de Vermandois. Mariage chrétien, sans descendance. Veuve, elle se remarie avec Thibaud Ier de Blois, dit « le Tricheur », comte de Blois, l'un des assassins supposés de Guillaume. En 974, elle lègue Arnouville, Issou, Limay et Mantes-la-Ville à l'église de Mantes-la-Jolie ;
- Sprota, bretonne de haut lignage, fille du comte Juhel Bérenger de Rennes[16], épousée more danico (« à la manière danoise »), mariée ensuite à Asperleng de Pîtres (cf. famille d'Ivry).

Sœur
- Gerloc (Adèle), épouse de Guillaume Tête d'Étoupe, comte de Poitou.

Enfants :
- Richard Ier de Normandie, fils de Sprota.